# Karlrobert Kreiten
Karlrobert Kreiten (* 26. Juni 1916 in Bonn; † 7. September 1943 in Berlin-Plötzensee) war ein deutscher Pianist mit niederländischer Staatsbürgerschaft. Er wurde wegen kritischer Äußerungen zum nationalsozialistischen Regime denunziert und hingerichtet.

## Leben

### Eltern
Karl Robert Kreiten wuchs in einer musikalischen Familie auf. Seine Eltern waren die Mezzo-Sopranistin Emmy Kreiten geb. Liebergesell (1894–1985) und der niederländische Komponist und Konzertpianist Theo Kreiten (1887–1960). Deren erste Tochter Marie-Therese starb wenige Tage nach der Geburt im Jahre 1914. Ein Jahr nach Karl Roberts Geburt zog die Familie 1917 von Bonn nach Düsseldorf, wo Theo Kreiten eine Stelle als Dozent am Buths-Neitzel-Konservatorium angenommen hatte. 1918 wurde Karlrobert Kreitens jüngere Schwester Rosemarie Sofie geboren.
Die Eltern luden oft zu Hauskonzerten und Liederabenden ein, die bald als ein Mittelpunkt der musikalischen Gesellschaft Düsseldorfs galten. Seine aus dem Elsass stammende Großmutter Sophie Liebergesell geb. Barido überwachte früh Karlroberts Klavier- und Geigenunterricht und brachte ihm die französische Sprache bei.

### Musikalische Karriere
Im Alter von zehn Jahren hatte Karlrobert Kreiten sein Debüt mit einem Mozart/Schubert-Programm in der Tonhalle Düsseldorf. Von 1929 bis 1934 studierte er bei Peter Dahm an der Hochschule für Musik Köln. 1933 gewann der Sechzehnjährige zunächst in Wien beim II. Internationalen Musikwettbewerb eine Silberne Ehrenplakette, im Herbst desselben Jahres dann den Großen Mendelssohn-Preis in Berlin, der unter Schülern deutscher Hochschulen ausgetragen wurde. Bei Hedwig Rosenthal-Kanner, der Ehefrau von Moriz Rosenthal, setzte Kreiten sein Studium von 1935 bis 1937 in Wien fort, entgegen ihrem Rat, ihr in die USA zu folgen, wollte er seine Karriere in Europa erstmal ausbauen.
Ende 1937 siedelte Kreiten nach Berlin über, gab ein glänzend kritisiertes Konzert im Beethoven-Saal und wurde Meisterschüler von Claudio Arrau. Dieser, selbst ein ehemaliges Wunderkind und in Deutschland ausgebildet, urteilte noch 1983:

„Kreiten war eines der größten Klaviertalente, die mir persönlich begegnet sind. Wäre er nicht durch das Nazi-Regime kurz vor Kriegsende hingerichtet worden, so hätte er, ohne Zweifel, seinen Platz als einer der größten deutschen Pianisten eingenommen. Er bildete die verlorene Generation, die fähig gewesen wäre, in der Reihe nach Kempff und Gieseking zu folgen.“

Kreitens Karriere verlief bis 1943 höchst erfolgreich, vor allem mit Werken von Beethoven und Komponisten der Romantik, aber auch von zeitgenössischen Musikern wie Igor Strawinsky und Serge Prokofjew.
Er wohnte zuletzt im Berliner Stadtbezirk Schöneberg, Hohenstaufenstraße 36. Da diese Wohnung jedoch relativ klein war, wollte er sie im März 1943 gegen eine größere in der Motzstraße 10 tauschen.

### Verhaftung und Hinrichtung
Im Frühjahr 1943 stellten ihm der Ingenieur Willy Ott-Monecke und dessen Frau Ellen Ott-Monecke geb. Neumann, eine Freundin seiner Mutter, den Musik- und Übungsraum ihrer Wohnung am Lützowufer 1 zur Verfügung. Als Kreiten sich dort im privaten Kreis abfällig über den Nationalsozialismus äußerte und den Krieg als verloren bezeichnete, denunzierte Ellen Ott-Monecke ihn bei ihrer Nachbarin Annemarie Windmöller, die als Schulungsleiterin der NS-Frauenschaft tätig war. Die Sopranistin Tiny Debüser war ebenfalls maßgeblich an dem Verrat beteiligt. Am 3. Mai 1943 wurde er daraufhin in Heidelberg, wo er ein Konzert geben wollte, von der Gestapo verhaftet. Nach vier Monaten Haft kam es zum Prozess vor dem Volksgerichtshof. Oberreichsanwalt Ernst Lautz hatte die Anklageschrift verfasst und der Vorsitzende Richter Roland Freisler verurteilte Kreiten wegen vermeintlicher Feindbegünstigung und Wehrkraftzersetzung am 3. September 1943 zum Tode.
Weder die Angehörigen noch die Rechtsanwälte wussten von diesem Gerichtstermin; erst nach einem anonymen Anruf bei der Schwester wurden die Eltern in Düsseldorf informiert. Mehrere Gnadengesuche an Hitler (u. a. von Wilhelm Furtwängler) wurden unverzüglich versucht, scheiterten aber daran, dass sie weder in Düsseldorf noch direkt in Berlin bis hin zum Justizministerium entgegengenommen bzw. verzögert wurden, da eine Annahme juristisch begründet aufschiebende Wirkung gehabt hätte. Karlrobert Kreiten wurde am 7. September 1943 zu Beginn der Plötzenseer Blutnächte mit 186 anderen Menschen in Gruppen zu je acht Mann in Plötzensee am Fleischerhaken erhängt. Es sollte ein Exempel unter jungen Künstlerinnen und Künstlern statuiert werden.

## Nachleben
Am 20. September 1943, knapp zwei Wochen nach der Hinrichtung, berichtete der spätere Fernsehjournalist Werner Höfer in einem kleinen Artikel im 12 Uhr Blatt über den Prozess und die Hinrichtung Karlrobert Kreitens. Dabei hieß er u. a. das Unrechtsurteil und die Hinrichtung als „strenge Bestrafung eines ehrvergessenen Künstlers“ gut. Dieser Text wurde Höfer, der im bundesdeutschen Fernsehen Karriere machte, bereits 1962 und 1984 in der DDR vorgehalten, ohne dass sich jemand besonders für den Fall interessierte. Das änderte sich, als der Journalist Harald Wieser am 13. Dezember 1987 einen entsprechenden Artikel im Nachrichtenmagazin Der Spiegel veröffentlichte, der zu heftigen Debatten führte und Höfers Fernsehlaufbahn beendete.

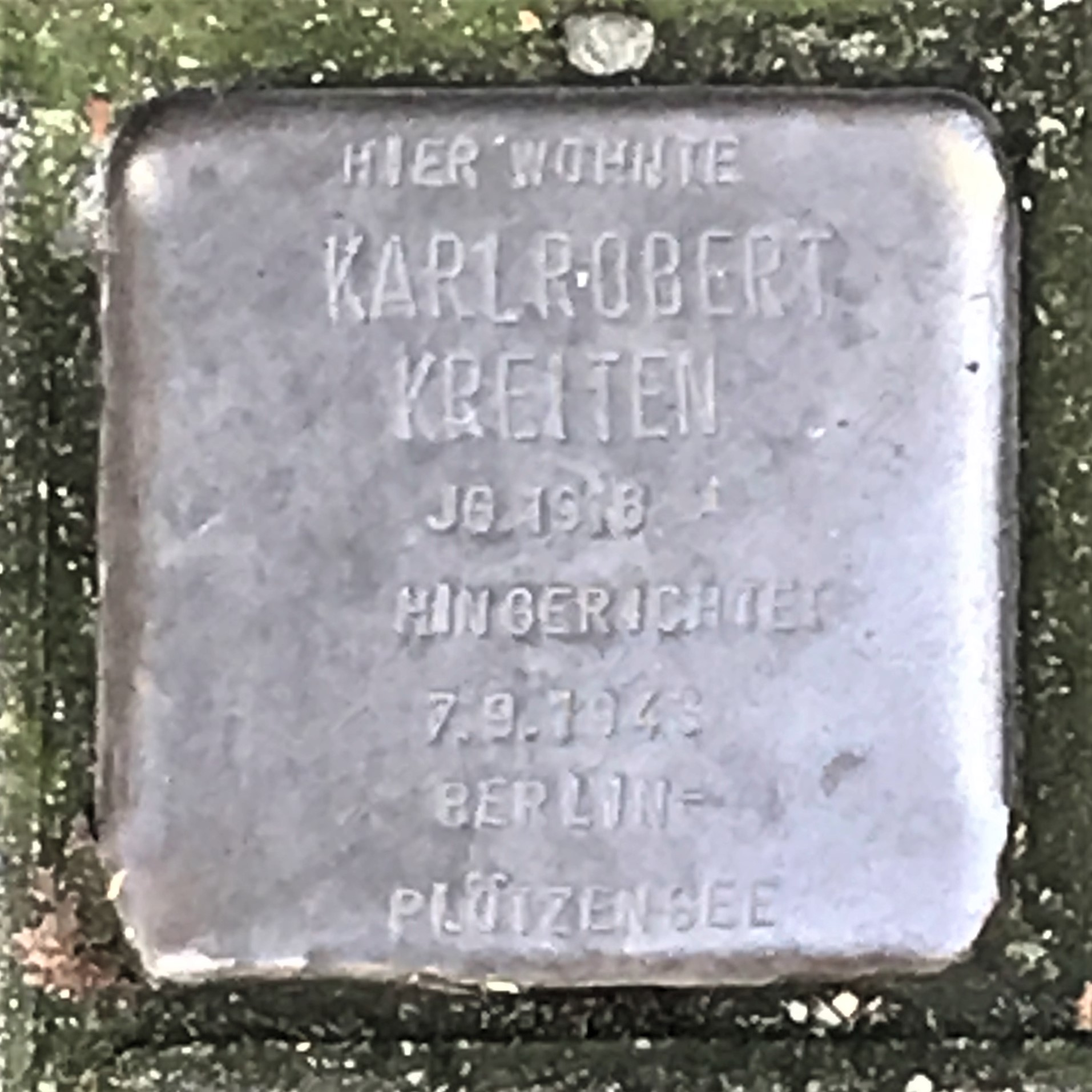
Stolperstein Karlrobert Kreiten in Düsseldorf, Rochusstraße 7

Nach Kriegsende behauptete die Sängerin Tiny Debüser, man habe sie zu der Denunziation überredet. Eine Freundin Kreitens erinnerte sich später jedoch, dass Debüser Kreitens Mutter, die ebenfalls Sängerin war, ihren Erfolg und vor allem auch ihren Sohn neidete und die „Gelegenheit beim Schopfe (nahm), ihr eins zu verpassen“.
Karlrobert Kreitens Mutter, die den Künstlernamen Kreiten-Barido angenommen hatte – Barido war der Mädchenname ihrer Mutter –, trat ab 1950, nach ihrer Rückkehr aus dem elsässischen Exil, wieder als Sängerin in zahlreichen Konzerten auf. Die Eltern luden nach dem Zweiten Weltkrieg auch wieder zu Musikabenden ein, wobei beide auch im Gedenken an ihren Sohn tätig waren. Theo Kreiten starb 1960 in Düsseldorf. Emmy Kreiten trat noch bis ins hohe Alter gelegentlich bei öffentlichen Konzerten auf und starb 1985 im Alter von 90 Jahren in Düsseldorf.
Karlrobert Kreitens Schwester Rosemarie, nach Scheidung von ihrem ersten Mann wiederverheiratete von Studnitz, wanderte nach der zweiten Scheidung 1954 in die USA aus, wo sie u. a. einen Verlag gründete; sie starb 1975 in Los Angeles. Heute ist ihr Sohn, Gilbert von Studnitz, als Neffe Kreitens nächster noch lebender Verwandter.

## Ehrungen
- Der mit seinen Eltern befreundete Bildhauer Rudolf Christian Baisch (1903–1990) schuf eine Büste zum Gedenken an Karlrobert Kreiten, die sich heute im Düsseldorfer Stadtmuseum befindet.[11]
- 1964 hat die heutige Musikhochschule Köln zu Kreitens Gedenken einen Klavierpreis gestiftet.[12]
- Die Pianistin Martha Argerich spielte im Rahmen der Berliner Festwochen 1983 ein Gedenkkonzert zur Erinnerung an Kreitens 40. Todestag.
- Heute sind Straßen in Bonn-Poppelsdorf, Düsseldorf-Mörsenbroich, Hilden und Köln-Ossendorf nach ihm benannt.
- 1984 wurde Heinrich Riemenschneiders Schauspiel Der Fall Karlrobert K. uraufgeführt,
- 1986 veröffentlichte der Schriftsteller Hartmut Lange seine Novelle Das Konzert. Vorbild für die Hauptperson war Kreiten; 1987 entstand Langes Theaterstück Requiem für Karlrobert Kreiten.
- 2003 wurde in Düsseldorf die Komposition Kreiten’s Passion des Niederländers Rudi Martinus van Dijk uraufgeführt, mit Text von Heinrich Riemenschneider.
- 2008 wurde zur Erinnerung an Kreiten im Rahmen der Beethovenfesttage in Bonn ein von Hans Christian Schmidt-Banse zusammengestelltes „Concerto Recitativo“ mit Titel An diesem unglückseligen 3. Mai des Jahres 1943 aufgeführt.
- Im Juni und September 2016 gab der Pianist Florian Heinisch anlässlich des 100. Geburtstages Karlrobert Kreitens die von dem Hamburger Kinderarzt und Autor Moritz von Bredow konzipierte, bundesweit viel beachtete Klavierabend-Reihe „Das ungespielte Konzert“.
- In Düsseldorf-Pempelfort, Rochusstraße 7, wurde ihm zu Gedenken als Opfer des Nationalsozialismus ein Stolperstein gelegt.

## Tondokumente
- Karlrobert Kreiten in memoriam 1916–1943: historische Aufnahmen aus den Jahren 1934–1938. Thorofon ATH 259 (1984) (LP mit bisher unveröffentlichten Aufnahmen; Kompositionen von Brahms, Chopin, T. Kreiten, Othmar Schoeck und J. Strauss).
- Karlrobert Kreiten: Historical Recordings. CAvI (2017) (CD, Aufnahmen 1933–1938, Werke von Johannes Brahms, Frédéric Chopin, Robert Forkhardt, Othmar Schoeck, Theo Kreiten, Johann Strauß Sohn und Maurice Ravel).
- Kreitens Rundfunkaufnahmen sind vermutlich verschollen.